# Paura alla Scala
Paura alla Scala è la seconda raccolta di racconti di Dino Buzzati, edita nel 1949 da Mondadori.

## Racconti
Parte di questi racconti sono stati poi raccolti in Sessanta racconti e in La boutique del mistero.

### Paura alla Scala
Il racconto che dà il titolo all'opera fu pubblicato per la prima volta come romanzo breve in quattro puntate sul settimanale L'Europeo tra l'ottobre e il novembre del 1948, quindi incluso nella raccolta omonima e successivamente nell'antologia Sessanta racconti del 1958. Il tema dell'opera fu suggerito a Buzzati dal direttore del giornale, Arrigo Benedetti, ispirato dalla cronaca di quei giorni, l'attentato a Palmiro Togliatti, e rappresenta la paura della borghesia milanese nei confronti del comunismo.
Trama
Il maestro Claudio Cottes, artista anziano di animo semplice e ingenuo, quanto inoffensivo, si reca al Teatro alla Scala di Milano per la prima de La strage degli innocenti di Pierre Grossgemuth. Tutta la "crème" di Milano e della Lombardia, con una spruzzata cosmopolita di Usa ed Europa è confluita al teatro quella sera. Lo spettacolo, molto innovativo quanto ostico, si svolge tra lo scarso interesse degli spettatori, ma termina con un completo successo di critica e di pubblico.
Tuttavia alle solite chiacchiere mondane e galanti tra amici e conoscenti questa volta si sovrappongono delle voci inquietanti, prima sommesse ma che gradualmente si ingigantiscono con il progredire della serata. Si sussurra che il gruppo sovversivo dei Morzi approfitterà dell'evento mondano per prendere il potere mediante un colpo di mano. Partendo dalle periferie i sovversivi dovrebbero convergere verso il centro della città, giungendo infine a catturare tutti assieme i "pezzi grossi" asserragliati nel teatro. Dopo una serie di equivoci e episodi apparentemente minacciosi che gettano nella costernazione il gruppo dei privilegiati (presso i quali c'è già chi pensa di intavolare trattative con i misteriosi Morzi per salvarsi da una molto probabile soppressione ad opera della "giustizia di classe"), il maestro Cottes perde la testa e decide di sfidare la sorte. Esce dal teatro e si incammina verso casa, nonostante i tentativi di dissuaderlo da parte dei presenti.
Dopo pochi passi tuttavia cade a terra. C'è chi dice di aver sentito uno sparo che lo avrebbe accoppato. L'atmosfera si fa sempre più tesa. Nel frattempo l'alba sta spuntando, e iniziano le consuete e rassicuranti attività della giornata. Passano alcune persone che si recano al lavoro e si ode lo sferragliare dei tram. Gradualmente i reclusi del foyer iniziano a prendere coraggio. Dopo tutto la rivoluzione questa volta non ci sarà. Si avvicina una donna: è la vecchia fioraia, che sembra essere tornata giovane e splendente in un abito da sera. Non mostra i segni del tempo e appare fresca e riposata rispetto alle grandi dame dell'alta società, prostrate dalla notte insonne e travagliata. Silenziosamente porge un fiore alla dama più ragguardevole per posizione, nascita e personalità.

### Il borghese stregato
Pubblicato per la prima volta sul quotidiano il Corriere della Sera il 21 giugno 1942, è stato successivamente incluso nelle raccolte Paura alla Scala e Sessanta racconti del 1958.
Trama
Il commerciante Giuseppe Gaspari raggiunge la famiglia in vacanza. Un pomeriggio, mentre i suoi riposano, si dirige tra le valli per una passeggiata. Incontra un gruppo di ragazzini impegnati in giochi di guerra e si unisce a loro con entusiasmo. Il gioco si rivelerà essere fin troppo vero quando viene colpito da una freccia lanciatagli contro da un orrido stregone. Tornato con difficoltà a casa, verso sera, moribondo ripensa con orgoglio all'avventura vissuta da eroe.

### Scorta personale
Un uomo con un bastone, fermo, in attesa, ossessiona la vita del protagonista, che lo incontra sovente ogni qual volta si allontana dalla propria magione. I rari incontri dei primi anni lo inquietano e lo spaventano, ma l'incedere del tempo muta ogni prospettiva. Il protagonista è prima incuriosito e poi addirittura lo ricerca e negli ultimi anni della propria vita ne ha addirittura bisogno. 
Una parabola metaforica sulla nostra "scorta personale" che possiamo anche definire il nostro angelo custode.

### Le buone figlie
Un papà premuroso che si prende cura delle sue quattro figlie.
Quattro ragazze con quattro differenti caratteri.
Il papà è buono e comprensivo con le figliole che però, egoisticamente, abusano della sua pazienza e della sua bontà. 
Il papa sta perdendo peso e forze e si accorge di avere un brutto male, ma nonostante tutto fa in modo che le figlie non se ne accorgano. Anzi preferisce passare il Natale in solitudine pur di consentire alle figlie di andare a sciare e a divertirsi.
L'egoismo filiale prevarrà sulla fibra paterna. In un ultimo sforzo richiesto da tre delle sue bambine decide di uscire per andare alla ricerca della quarta che non è rientrata a casa. Quest'ultimo sacrificio si rivelerà fatale. Solitario troverà la morte augurandosi di non spaventare le figlie e non recar loro troppi fastidi.
Poche pagine per disegnare perfettamente il rapporto che spesso intercorre tra i genitori e i propri figli. Un genitore offre tutto se stesso per il benessere filiale, mentre non sempre accade il contrario, anche e soprattutto nel momento in cui il genitore non ha più la facoltà di "donare" se stesso ai suoi figli. Un detto napoletano dice: "un genitore può crescere cento figli. Cento figli non sono capaci di badare ad un genitore."

### Storia interrotta
Un uomo ritrova in un cassetto alcune pagine di una storia che stava scrivendo dieci anni prima e che poi era stata interrotta. Vola con la fantasia alle pagine che stava scrivendo, immagina cos'altro avesse voluto rappresentare per poi, ammettere amaramente che non vi erano più parole per concludere una storia che sarebbe rimasta inesorabilmente interrotta!

### Un dio scende in terra
Un incontro casuale mette a confronto il ricco e potente Lord Amigon, proprietario del giornale londinese "The Horizon" ed il vecchio caporedattore Mr. Inverness. Lord Amigon, dai discorsi dicun gruppo di amico, intuisce che la persona seduta ad un tavolo di in bar è proprio Mr Inverness e non essendosi mai conosciuti Lord Amigon decide di confrontarsi, facendosi però passare per un anziano medico, Lord Pross. La sfida dialettica li porterà a salire le scale di uno strano manufatto che si erge altissimo nel cielo. Devono raggiungere l'abitazione del poeta Marton Owen, ma giunti presso l'abitazione, Lord Amigon scopre che la casa è abitata dal figlio malato di Mr Inverness. Seguirà un concitato confronto da cui uscirà vincente, con classe ed intelligenza l'anziano Mr Inverness, con non celata soddisfazione di Lord Amigon.

### Una goccia
Pubblicato per la prima volta sul quotidiano il Corriere della Sera il 25 gennaio 1945, è stato successivamente incluso nelle raccolte Paura alla Scala e Sessanta racconti.
Trama
Una notte, in un condominio, una giovane e sparuta cameriera in servizio in un appartamento del primo piano sente il rumore di una goccia che sale le scale. La ragazza, spaventata, corre ad avvisare la sua padrona che non solo non le crede, ma l'accusa di aver bevuto. La cameriera torna a letto piangendo, eppure, nei giorni successivi, anche altri condomini sentono inequivocabilmente il rumore. Le gocce, in genere, scendono, questa sale. Ormai tutti gli inquilini sono in allerta: cos'è la goccia? Rappresenta forse la morte? O un pericolo? Nessuno lo sa, quindi ognuno teme il momento in cui la goccia arriverà sul suo pianerottolo. La goccia è strana e misteriosa: per questo fa paura.

### Nuovi strani amici
Dopo la morte dove finiamo?
Ognuno nutre la speranza di finire in un magico mondo, felice e spensierato. Il Paradiso dell'anima. Il protagonista del racconto, il signor Stefano Martella, assicuratore in vita, non appena fu morto raggiunse un luogo luminoso e pieno di ogni gioia e dove tutti erano felici. Pensava di aver raggiunto il Paradiso, salvo accorgersi, suo malgrado, di aver trovato il luogo dove l'umanità si era oramai dispersa.

### La canzone di guerra
Pubblicato per la prima volta sulla rivista Oggi il 21 luglio 1945, è stato successivamente incluso nelle raccolte Paura alla Scala e Sessanta racconti.
Trama
Le truppe avanzano vittoriose e inarrestabili ma nonostante raccolgano gloria e bottino continuano a cantare la stessa malinconica canzone che risuona in tutti gli angoli del regno. Il Re chiede informazioni ai generali, questi agli ufficiali e questi ultimi al maresciallo Peters che recita al sovrano le parole della nenia.
Per dinde e per donde,
avanti si va
e gli anni passà
dove io ti ho lasciata,
dove io ti ho lasciata,
una croce ci sta.»
(Dino Buzzati, Paura alla Scala)
Né il Re né lo stato maggiore si spiegano il tono lugubre della musica e delle strofe fino a quando, dopo anni di battaglie vinte e lontanissimi territori conquistati, la vista di tutto il regno ricoperto di croci e di tombe rendono evidente il motivo di tanta tristezza.

### Il mostro
La scoperta casuale di un viscido mostro nel ripostiglio della soffitta di un condominio, getta la povera Ghitta Freilaber, domestica ed istitutrice prima alla derisione di coloro cui racconta lo strano incontro e successivamente fa nascere nella sua mente l'ossessione di un complotto ordito dagli abitanti del condominio per tener nascosta la verità. La signorina Ghitta nel frattempo diviene vittima delle sue mille congetture e delle incerte e malsane elucubrazioni mentali.
Passa il tempo, le sue certezze si sgretolano e i tentativi compiuti per far emergere la sua verità falliscono miseramente.
Il racconto termina con il cruccio della domestica di essersi inimicata tutto il suo mondo per non aver saputo tacere la propria verità!

### Pranzo di guerra
Pubblicato per la prima volta sul quotidiano il Corriere della Sera il 15 dicembre 1944, è stato successivamente incluso nelle raccolte Paura alla Scala e Sessanta racconti.

### I ricci crescenti
Il magistrato Giovanni Auer è alle prese con la stesura di una dura sentenza a carico di un imputato. Riflette se applicare la pena capitale o meno. La sua concentrazione viene destata dalla presenza di tre piccoli ricci presenti in casa.
Il magistrato non si scompone per quella strana presenza. Sovente i ricci penetrano negli angoli più remoti della casa. 
I tre ricci hanno la tendenza a crescere ed uno di essi si mostra sempre con le spalle a terra e gambe all'aria.
Nel breve volgere della storia il magistrato scoprirà che nel passato aveva colpito il riccio ribaltato con un flobert e gli altri due ricci altri non sono che i genitori dello sventurato animaletto, giunti in casa del giudice per metterlo davanti alle proprie responsabilità.
Gli animali cresciuti a vista d'occhio hanno quasi raggiunto la dimensione umana e sono capaci di parlare un linguaggio semplificato comprensibile agli uomini. Queste bestiole, grazie al processo di antropomorfizzazione saranno capaci di dare una lezione morale allo spregiudicato magistrato ed a tutti coloro che credono di poter indicare ciò che è bene e ciò che è male.

### L'uomo nero
Pubblicato per la prima volta sul giornale il Corriere della Sera il 2 aprile 1944, è stato successivamente incluso nelle raccolte Paura alla Scala e Sessanta racconti.

### Il re a Horm El-Hagar
Il racconto è stato pubblicato per la prima volta sull'edizione del 7 luglio 1946 del quotidiano il Corriere Lombardo con il titolo Un re a Horm El-Hagar, successivamente incluso nelle raccolte Paura alla Scala e Sessanta racconti.
Trama
In Egitto l'archeologo Jean Leclerc sta lavorando da sette anni agli scavi del palazzo del faraone Menefta II. Ha riportato alla luce con fatica alcuni locali e la statua del dio Thot. Al cantiere giunge in visita un anziano e famoso egittologo, il conte Mandranico. Il comportamento dell'anziano è esageratamente altero e, quando viene portato al cospetto della statua, egli inizia a parlare con essa. Leclerc con orrore vede da lontano la statua aprire la bocca e rispondere: le leggende volevano che i faraoni si rivolgessero al Dio per consigli e che la statua rispondesse solo a loro. Mandranico sorridendo giustifica l'evento come il risultato di un meccanismo nascosto nella statua ma, una volta fuori dagli scavi, inizia a piovere dopo tre anni di siccità, evento ritenuto infausto dagli antichi Egizi. Il Conte abbandona il campo in gran fretta mentre inspiegabili frane iniziano a seppellire le rovine del palazzo mietendo vittime tra i lavoranti.

### La fine del mondo
Pubblicato per la prima volta sul quotidiano il Corriere della Sera il 7 ottobre 1944, è stato successivamente incluso nelle raccolte Paura alla Scala e Sessanta racconti.
Trama
La fine del mondo è annunciata: il panico si diffonde. Nel tentativo di salvarsi dal giudizio universale alcuni pregano e moltissimi altri cercano dei religiosi per l'ultima confessione. Alcuni frati si fanno beffe di quell'improvvisa solerzia. Una folla di disperati si rivolge a un giovane sacerdote confessando concitatamente i propri peccati. Mentre il prete assolve gli astanti si rammarica di non poter confessarsi a sua volta, temendo per la sua salvezza.

### Qualche utile indicazione a due autentici gentiluomini (di cui uno deceduto per morte violenta)
Il racconto è stato pubblicato per la prima volta nella raccolta Paura alla Scala e, successivamente, in Sessanta racconti.
Trama
Il trentacinquenne Stefano Consonni passeggia di sera in una strada deserta quando ode alcune flebili voci. Appaiono due fantasmi, quello del dottor Giuseppe Petercondi e quello di suo nipote Max. Giuseppe è stato ucciso durante una rapina due mesi prima ed è tornato sulla terra sotto forma di spirito per un periodo limitato di 24 ore, durante le quali dovrà trovare il suo assassino per punirlo. Stefano, perplesso, notando l'immaterialità delle due presenze, nutre dubbi sulla possibilità che i due possano arrecare danno ad alcuno, ma il dottor Petercondi gli rivela che essi possono predire il futuro di chiunque e che questa capacità è una potente arma di vendetta. Stefano continua a essere scettico ma, durante la chiacchierata, Giuseppe nota uno strano neo sul volto di Stefano e, riconoscendo in lui l'omicida, gli pronostica la morte a causa di un sarcoma entro tre mesi. Stefano fugge sconvolto dalla notizia e i due fantasmi, avendo ottenuto la vendetta cercata, si allontanano contenti.

### Inviti superflui
Pubblicato per la prima volta sulla rivista I libri del giorno nel numero del marzo 1946, quindi incluso nelle raccolte Paura alla Scala e Sessanta racconti.
Trama
Il narratore rivolge una dichiarazione d'amore a una donna con la consapevolezza che i loro caratteri e le loro passioni sono agli antipodi. Lui così legato alla fantasia e ai sentimenti, lei attratta dai beni materiali. Tuttavia l'uomo non dispera di rincontrarla seppure consapevole che ella, da tempo, si è dimenticata di lui.

### Racconto di Natale
Il racconto è stato pubblicato per la prima volta in prima pagina dell'edizione del 25 dicembre 1946 del quotidiano il Corriere della Sera con il titolo Lunga ricerca nella notte di Natale, successivamente incluso nelle raccolte Paura alla Scala e Sessanta racconti.
Trama
La notte della vigilia di Natale, nel duomo, don Valentino attende la visita dell'arcivescovo. Entra un povero vestito di stracci che, osservando la cattedrale "ricolma di Dio", ne chiede un poco in dono. Il prete rifiuta, cacciando via l'uomo non prima di avergli elargito una piccola elemosina in denaro. Subito dopo don Vincenzo si accorge che il suo egoismo ha fatto allontanare Dio dalla chiesa e si affanna in giro per la città per trovarne un poco, cosicché l'alto prelato non debba rinunciare al Signore durante la veglia di Natale. Il prete si rivolge inutilmente a una famiglia riunita intorno alla tavola imbandita, poi a un contadino nei campi, ma tutti gli negano un "poco di Dio"; subito dopo il rifiuto, la santità del luogo si estingue, costringendo il prete a rivolgersi altrove. Disperato e stanco don Vincenzo giunge infine in una chiesa di periferia, apre la porticina e si ritrova nella cattedrale piena di fedeli in preghiera: il duomo è pieno di Dio e l'arcivescovo sta celebrando messa. Non era Dio ad essersi allontanato, ma gli egoisti ad averlo ripudiato.

## Edizioni
- Dino Buzzati, Paura alla Scala, Collezione La Medusa degli Italiani n.18, Milano, Mondadori, 1949.
- Dino Buzzati, Paura alla Scala, collana Oscar narrativa, introduzione di Fausto Gianfranceschi, n. 715, Milano, Mondadori, 1984.